# Frederico Rodrigues Santos
Frederico Rodrigues de Paula Santos (* 5. března 1993 Belo Horizonte), známý také pouze jako Fred, je brazilský profesionální fotbalista, který hraje na pozici středního záložníka za turecký klub Fenerbahçe SK a za brazilský národní tým.

## Klubová kariéra
Fred začal svou profesionální kariéru v brazilském klubu SC Internacional, odkud v červenci 2013 odešel za 15 milionů eur do ukrajinského celku FK Šachtar Doněck.
V červenci 2014 se odmítl společně s pěti dalšími legionáři Šachtaru vrátit ze soustředění ve Francii do Doněcku (příčinou byl zřejmě konflikt na východní Ukrajině). Strach o bezpečnost musel překonat a do klubu se vrátit, majitel Šachtaru Rinat Achmetov mu pohrozil vysokými finančními sankcemi. V létě 2018 přestoupil do anglického Manchesteru United, kde podepsal smlouvu až do konce sezóny 2022/23.

## Úspěchy
- Sestava sezóny Evropské ligy UEFA – 2019/20[5]